# 橋本善吉 (牧場経営者)
橋本 善吉（はしもと ぜんきち、1924年〈大正13年〉6月7日 - 2020年〈令和2年〉10月19日）は、日本の実業家、競走馬生産者、馬主。自由民主党の参議院議員である橋本聖子の父。

## 経歴
1924年、北海道出身。幼い頃には丁稚奉公として競馬場へ働きに出ていたといい、10年ほど勤めた後に自身は牛を扱ってみたいと考えたという。学卒後に家業であった農業に従事したのち、1955年に乳牛の生産・育成・販売事業を開始。1960年に橋本牧場を創業し1970年に有限会社に改組し社長となった。北海道ホルスタイン農業協同組合、早来農業協同組合、胆振家畜商業協同組合などの理事を務め、牧場を「牛の橋本」と呼ばれるに至らしめた。
2020年夏頃から病気のため療養していたが、同年10月19日午後7時4分に老衰のため死去した。96歳没。娘の橋本聖子が前日から一晩中看病し、東京に戻ったあとのことであったという。

## オーナーブリーダーとして

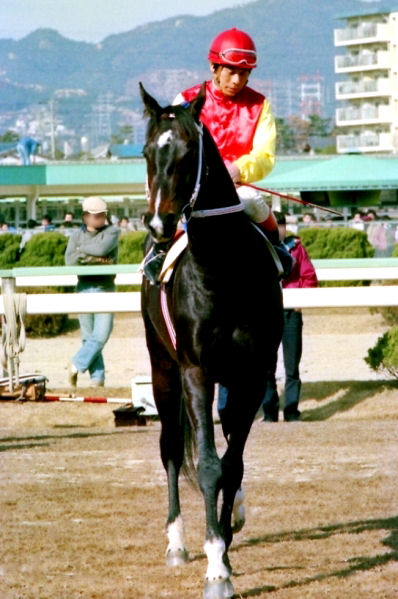
橋本の勝負服を着用した河内洋、騎乗馬ヒカリデユール

橋本牧場は競走馬の生産牧場としても知られ、橋本自身も競走馬を所有した。勝負服の柄は赤、黄袖、冠名には屋号より「マルゼン」を用いた。農耕馬を家で使っていたことをきっかけとしてばんえい競馬に競走馬を持つようになったといい、その後、競走馬の生産を本格化しようとしていた1973年の秋にキーンランド研修ツアーに声が掛かり参加。そこで約9000万円でのちのマルゼンスキーを受胎したシルを購入した。

## 主な所有馬
- マルゼンスキー（1976年朝日杯3歳ステークス、1977年日本短波賞）
- ヒカリデユール（1982年有馬記念、1983年サンケイ大阪杯）